# Estat Lliure de Brunsvic
L'Estat Lliure de Brunsvic (en alemany: Freistaat Braunschweig) va ser un Estat federat durant la República de Weimar (1918-1933). Durant l'època nazi s'integrà en un gau (divisió territorial durant el règim d'Adolf Hitler amb el nom de Hannover del Sud-Brunsvic). Va néixer arran de l'abolició del Ducat de Brunsvic a causa de la Revolució alemanya de 1918–1919. La seva capital era Brunsvic (Braunschweig). En l'actualitat forma part del Land de la Baixa Saxònia amb alguns enclavaments que van passar a Saxònia-Anhalt.

## Història

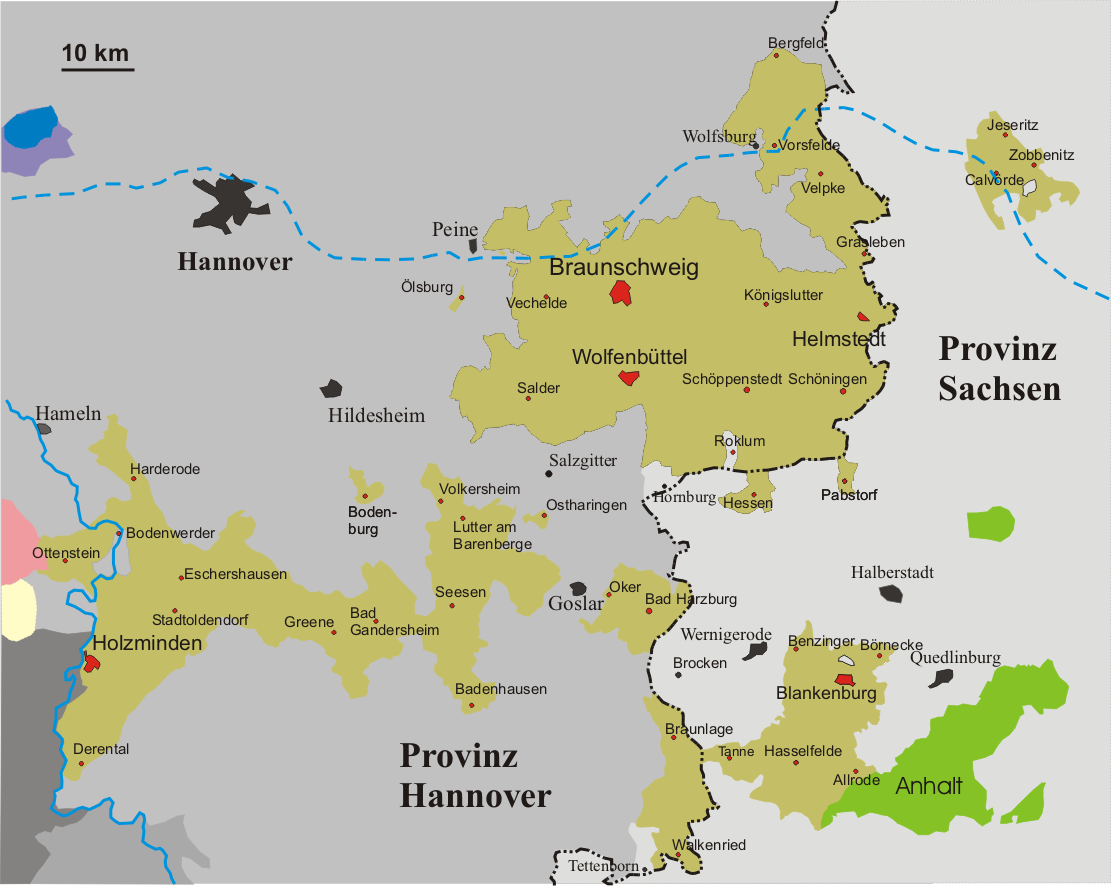
Territori de Brunsvic amb les frontera alemanya interior més tardana

El Ducat de Brunsvic es va crear durant el Congrés de Viena del 1814, com a estat de successor sobirà dins la Confederació alemanya. Aproximadament comprenia el territori de l'antic Principat de Brunsvic-Wolfenbüttel, que s'estenia des de Holzminden a la riva del riu Weser a l'oest fins a Blankenburg, a la serralada del Harz, i Calvörde a l'est.
El territori de Brunsvic estava envoltat en gran part per les províncies prussianes de Hannover (antic Regne de Hannover) i Saxònia Des del 1913 fins al 1918 va ser governat pel Duc Ernest August de la Casa de Hanover.

### Revolució
Quan van arribar les notícies del motí de Kiel del 3 novembre del 1918, la revolta s'estengué també a Brunsvic. Fou aleshores quan els revolucionaris locals, membres del Partit Socialdemòcrata Independent d'Alemanya (USPD), van assaltar la presó local, van ocupar l'estació de ferrocarril i van atacar la seu de la Policia com també el Palau de Brunsvic. El 8 de novembre, el Duc Ernest August va ser forçat a dimitir i es va exiliar. Dos dies més tard, el consell de treballadors proclamava la "República Socialista de Brunsvic", governada per un consell de revolucionaris de l'USPD. Tot i això, les primeres eleccions parlamentàries celebrades el 22 de desembre de 1918 l'USPD fou superat en vots pels Partit Socialdemòcrata (SPD), que va aconseguir el 27.7% dels vots. El 22 de febrer de 1919, ambdós partits van formar un govern de coalició dirigit pel polític d'USPD Joseph "Sepp" Oerter, un antic militant anarquista. Aquest govern és qui va canviar la constitució de l'estat de Brunsvic convertint-lo en una república parlamentària. Tanmateix, el nou govern va haver de fer front a una revolta a la mateixa capital, Brunsvic, dirigida per la Lliga Espartaquista que el 9 d'abril va cridar a una vaga general. Quatre dies més tard, el govern alemany declarava l'estat d'emergència a Brunsvic i va sufocar la revolta comunista amb l'ajut de les tropes del Freikorps dirigides per Georg Ludwig Rudolf Maercker. Un cop passats aquests moments de revolta, el 30 d'abril del 1919 el parlament del nou Land va designar un nou govern de coalició integrat pel l'SPD, l'USDP i el Partit Democràtic Alemany (DDP). Com a cap de govern figurava el socialdemòcrata Heinrich Jasper. Deu dies després les tropes del Freikorps abandonaven la ciutat i el juny el govern de Berlín aixecava l'estat d'emergència que havia proclamat arran de la revolta espartaquista de dos mesos abans.

### Estat lliure
El govern de Jasper va estabilitzar la vida política. Tanmateix, a les eleccions per al Parlament de Brunsvic del 1920, l'SPD va patir una greu pèrdua de vots formant-se de retruc un nou govern de coalició presidit ara per Sepp Oerter de l'USPD. Dos anys després, el 1922, el Landatg de Brunsvic aprovava la seva pròpia Constitució.
A les eleccions del 1922, el govern de coalició entre l'USPD i el SPD va perdre la seva majoria. Arran d'això els Demòcrates Socials sota Heinrich Jasper van formar un nou govern de coalició amb el Partit Democràtic Alemany (DDP) i el Partit Popular Alemany (DVP). Alhora, el Partit Nazi (NSDAP) va començar a establir les seves primeres seccions locals a la capital del Land, Brunsvic, i a Wolfenbüttel, fins que va ser prohibit pel govern estatal el 13 de setembre de 1923. No obstant això, el partit va aconseguir obtenir representació al Landtag de Brunsvic quan Sepp Oerter, expulsat de l'USPD, ingressa a l'NSDAP el 1924.
Després de les eleccions del 1924, el DVP va dirigir un govern de coalició de dretes format per diversos partits nacional liberals i conservadors, entre ells el Moviment de Llibertat Socialista Nacional (NSFB), substitut del Partit Nazi que ara com ara estava prohibit arran dels fets del fracassat Putsch de la cerveseria de Múnic del 1922. Els Socialdemòcrates, liderats per Heinrich Jasper, un cop més van poder formar govern a les eleccions del 1927. Tanmateix, va perdre la majoria en les eleccions següents del 1930. En aquests comicis, l'NSDAP va aconseguir un 22.9% dels vots emesos. Gràcies a això, el polític Nazi Anton Franzen va entrar al nou govern de dretes ocupant la cartera de Ministre de l'Interior. El 15 de setembre del 1931 el va succeir en el càrrec el seu company de partit Dietrich Klagges,

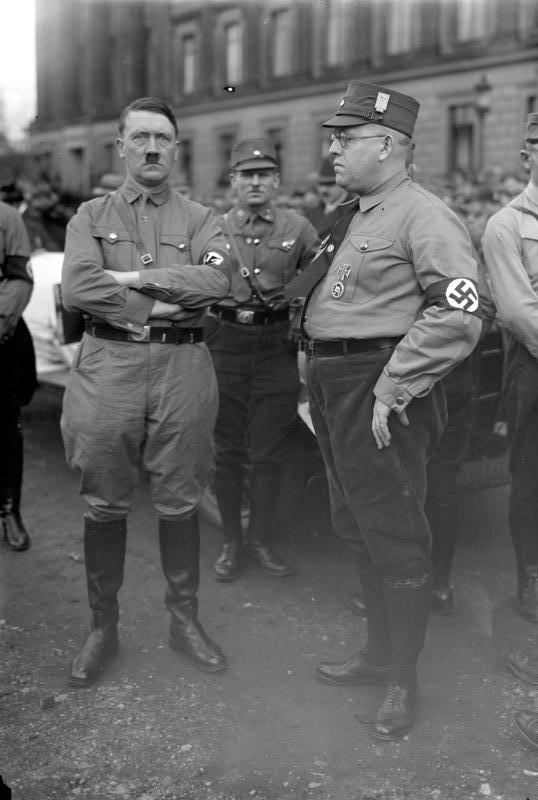
Hitler a Braunschweig (amb Ministre Anton Franzen), 1931

Klagges va ser fonamental per l'acomiadament de treballadors públics de l'oposició i en l'organització de l'antidemocràtic Front d'Harzburg a l'octubre de 1931. És especialment conegut per la naturalització de l'antic ciutadà austríac Adolf Hitler i que es va presentar a les eleccions presidencials alemanyes de 1932. Després del fracàs d'un primer intent d'obtenir-li un càrrec a la Universitat de Tecnològica de Brunsvic, el ministre Klagges finalment va aconseguir nomenar Hitler com a funcionari públic a la delegació de Brunsvic al Reichsrat a Berlín el 1932, que li va donar la ciutadania de Brunsvic i, per tant, automàticament d'Alemanya. No hi ha registres d'activitat de Hitler en aquesta posició (altament pagada). Després del seu nomenament com a canceller del Reich el 30 de gener de 1933, va ser acomiadat oficialment.
Abans i després del Machtergreifung nazi (és a dir, l'accés al govern de Hitler el gener del 1933), polítics tant del Partit Comunista Alemany (KPD) com de l'SPD foren perseguits i arrestats a Brunsvic. La composició del Landtag es va arranjar de nou d'acord amb el resultat de les eleccions federals del 5 de març del 1933 i després que els diputats conservadors nacionals del DNVP s'unissin al Partit Nazi. D'aquesta manera naixia un Landtag monocolor i Klagges era nomenat Ministre-president de l'Estat Lliure de Brunsvic el 6 de maig del mateix any. Juntament amb els col·legues de partit, el Ministre de Justícia Friedrich Alpers i el Cap de Policia Friedrich Jeckeln, van establir un règim de terror. No obstant això, va haver d'acceptar que Wilhelm Friedrich Loeper tingués més poders que ell per la seva condició de nou Reichsstatthalter, és a dir, governador del Reich, càrrec creat pel govern nazi el març del 1933 en el procés de Gleichschaltung. La darrera sessió del Landtag de Brunsvic se celebrà el 13 de juny del 1933. Finalment, la legislatura va ser dissolta el 14 d'octubre del mateix any.

### Ocupació aliada
El 12 d'abril del 1945, les forces nord-americanes van ocupar la ciutat de Brunsvic i van deposar el govern Nazi. El territori de Brunsvic va passar a formar part de la zona d'ocupació britànica, a excepció de les ciutats més orientals de l'estat, Blankenburg i Calvörde, les quals es van integrar a la zona d'ocupació soviètica per després incorporar-se al nou Land de Saxònia-Anhalt. El 7 de maig de 1946, les autoritats britàniques van nomenar el polític socialdemòcrata Alfred Kubel com a ministre-president. Seria l'últim en detentar com a tal el càrrec de Ministre President de l'Estat Lliure de Brunsvic. El novembre del mateix any el govern d'ocupació britànic va decidir fusionar en un sol Estat (Land) tant l'antic Estat Lliure de Brunsvic, l'Estat de Hannover (de curta durada, de tan sols tres mesos i antiga província prussiana), com els antics estats d'Oldenburg i de Schaumburg-Lippe. Tots ells passaven a formar d'ara endavant el nou Estat de la Baixa Saxònia.
La regió de Brunsvic fou fins al 1978 un Verwaltungsbezirk]del Land de la Baixa Saxònia (des d'aleshores, Regierungsbezirk) fins a la seva dissolució el 2004. La Constitució del l'Estat Lliure de Brunsvic del 1922 va ser derogada el 2011 per una resolució del Parlament (Landtag) de la Baixa Saxònia.

## Governants

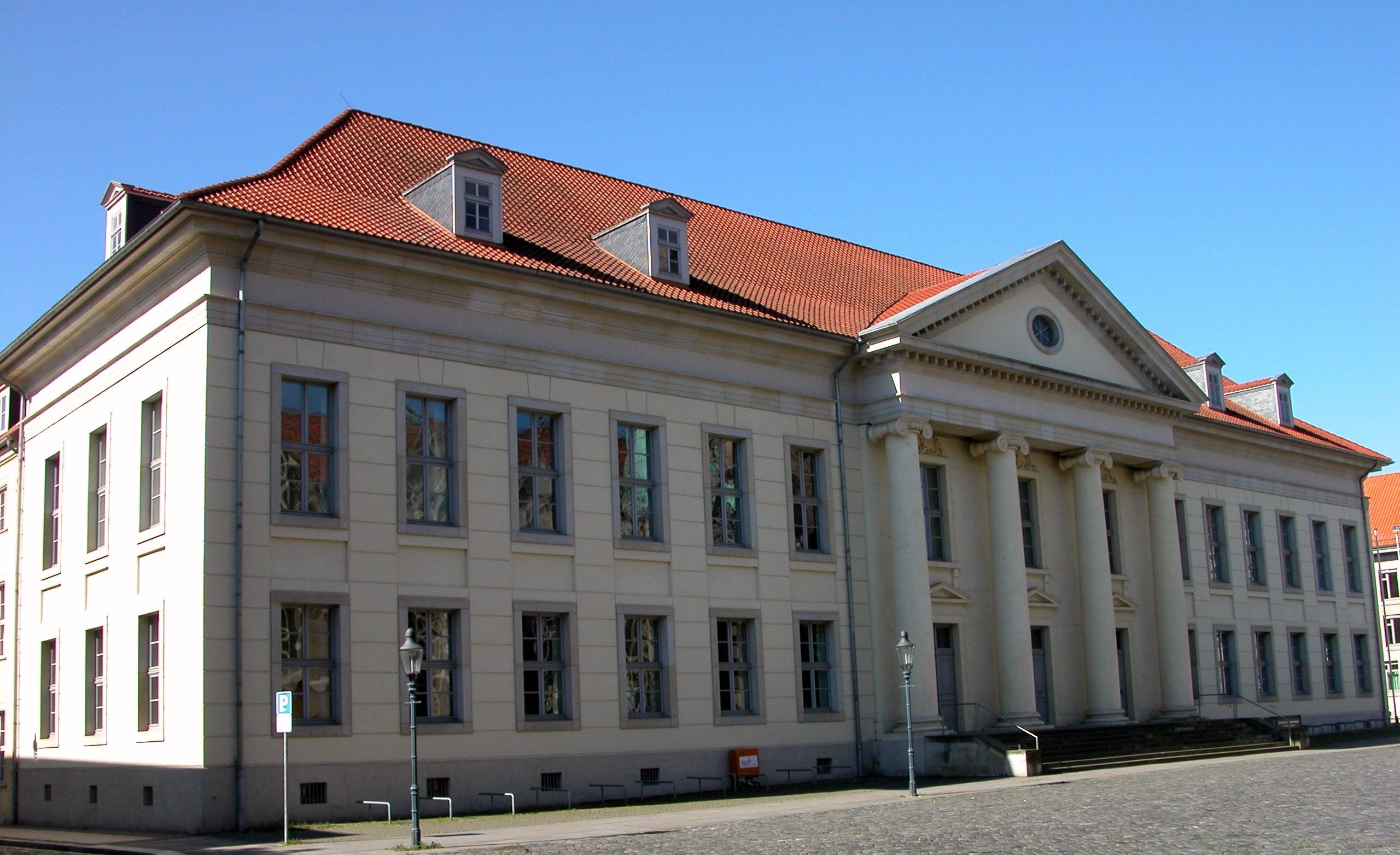
Edifici del Parlament (Landatg) de Brunsvic

### Presidents del Consell de Comissaris del Poble, 1918–1919
1. 1918–1919: Josep "Sepp" Oerter (USPD) (1870-1923)
2. 1919–1920: Heinrich Jasper (SPD)

### Ministres-President, 1919–1946
1. 1919–1920: Heinrich Jasper (SPD)
2. 1920–1921: Joseph "Sepp" Oerter (USPD) (1870-1928)
3. 1921–1922: August Junke (SPD)
4. 1922: Otto Antrick (SPD)
5. 1922: Heinrich Jasper (SPD)
6. 1924–1927: Gerhard Marquordt (DVP)
7. 1927–1930: Heinrich Jasper (SPD)
8. 1930–1933: Werner Küchenthal (DNVP)
9. 1933–1945: Dietrich Klagges (NSDAP)
10. 1945–1946: Hubert Schlebusch (SPD)
11. 1946: Alfred Kubel (SPD)

### Governadors del Reich (Reichstatthalter)
Reichsstatthalter per Anhalt i Brunsvic (amb seu a Dessau)
1. 1933-1935: Wilhelm Loeper
2. 1935-1937: Fritz Sauckel
3. 1937-1945: Rudolf Jordan

## Administració

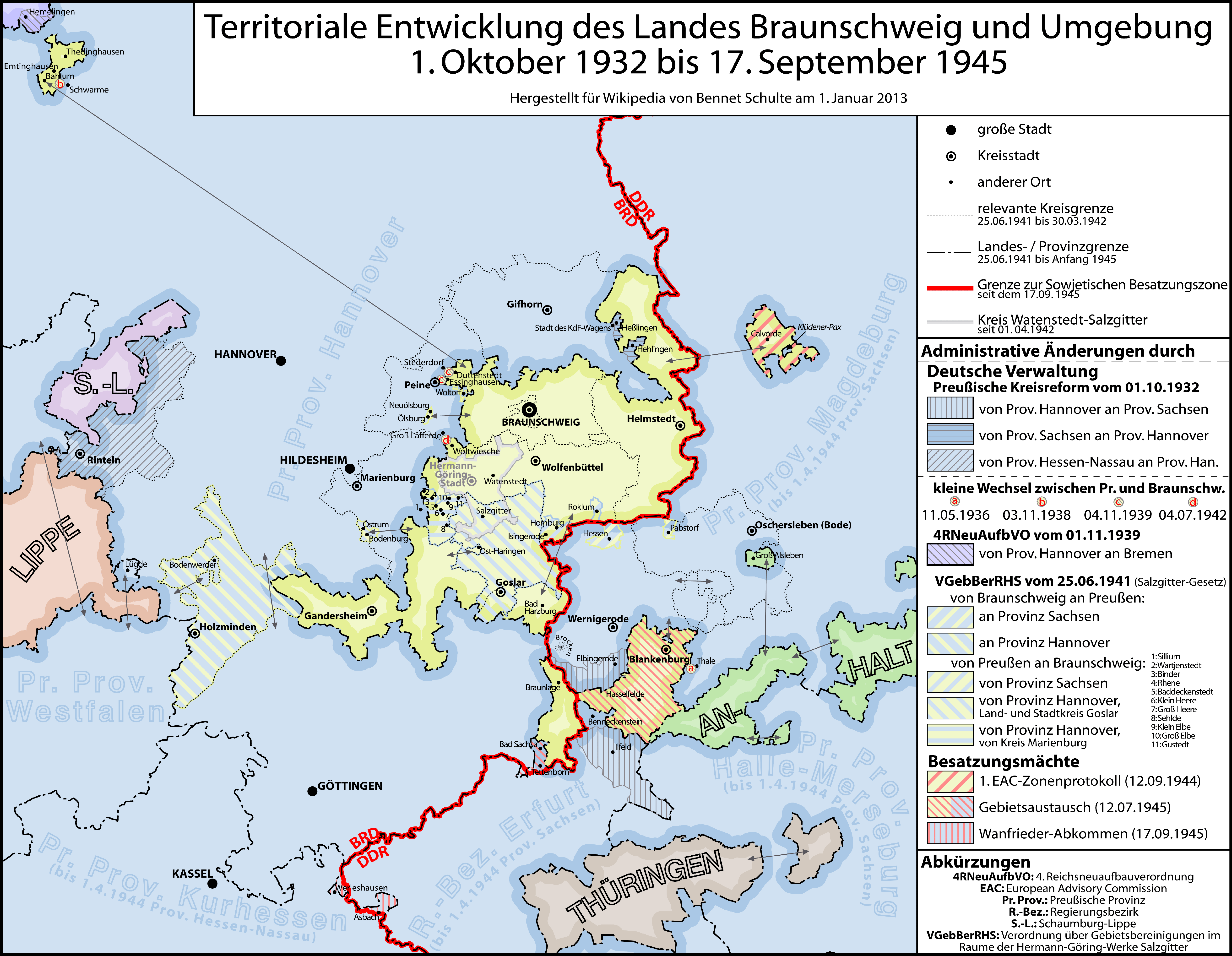
Evolució territorial de Brunsvic 1932-1945

L'Estat Lliure de Brunsvic inicialment comprenia la Ciutat de Brunsvic i els districtes rurals següents:
- Blankenburg (el 1945 dividit entre les zones d'ocupació britànica i soviètica).
- Braunschweig
- Gandersheim
- Holzminden (A la província prussiana de Hannover l'1 de novembre de 1941 a canvi pel Districte de Goslar i la Ciutat de Goslar)
- Helmstedt
- Wolfenbüttel

L'1 d'abril del 1942 el districte de ciutat de Watenstedt-Salzgitter va ser establert a Goslar i al territori de Wolfenbüttel.

## Vegis també
- Ducat de Brunsvic
- Ducat de Brunsvic-Lüneburg